# Ліберті (Іллінойс)
Ліберті (англ. Liberty) — селище (англ. village) в США, в окрузі Адамс штату Іллінойс. Населення — 543 особи (2020).

## Географія
Ліберті розташоване за координатами 39°52′46″ пн. ш. 91°6′24″ зх. д. / 39.87944° пн. ш. 91.10667° зх. д. (39.879504, -91.106678).  За даними Бюро перепису населення США в 2010 році селище мало площу 0,98 км², уся площа — суходіл.

## Демографія
Згідно з переписом 2010 року, у селищі мешкало 516 осіб у 210 домогосподарствах у складі 150 родин. Густота населення становила 526 осіб/км².  Було 227 помешкань (231/км²).
Расовий склад населення:
| - 98,1 % — білих - 0,6 % — корінних американців - 0,6 % — чорних або афроамериканців |

До двох чи більше рас належало 0,8 %. Частка іспаномовних становила 0,0 % від усіх жителів.
За віковим діапазоном населення розподілялося таким чином: 28,1 % — особи молодші 18 років, 56,0 % — особи у віці 18—64 років, 15,9 % — особи у віці 65 років та старші. Медіана віку мешканця становила 36,7 року. На 100 осіб жіночої статі у селищі припадало 94,7 чоловіків;  на 100 жінок у віці від 18 років та старших — 89,3 чоловіків також старших 18 років.
Середній дохід на одне домашнє господарство  становив 47 493 долари США (медіана — 41 964), а середній дохід на одну сім'ю — 52 689 доларів (медіана — 45 536). Медіана доходів становила 40 833 долари для чоловіків та 28 646 доларів для жінок. За межею бідності перебувало 11,7 % осіб, у тому числі 11,7 % дітей у віці до 18 років та 14,5 % осіб у віці 65 років та старших.
Цивільне працевлаштоване населення становило 232 особи. Основні галузі зайнятості: освіта, охорона здоров'я та соціальна допомога — 28,4 %, виробництво — 19,0 %, роздрібна торгівля — 14,2 %, мистецтво, розваги та відпочинок — 10,8 %.